# Meininghausen

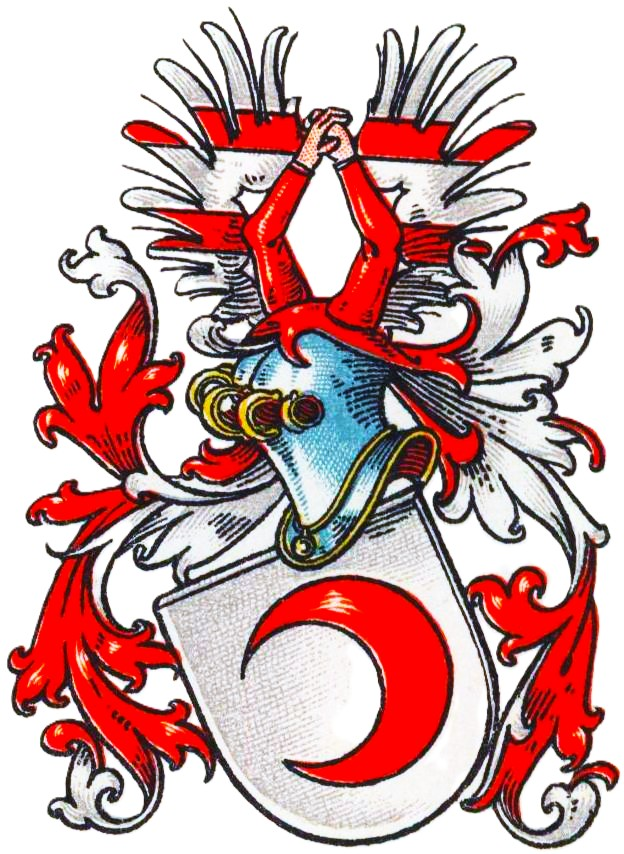
Wappen derer von Meininghausen im Wappenbuch des Westfälischen Adels

Meininghausen ist der Name eines erloschenen westfälischen Patrizier- und Adelsgeschlechts.

## Geschichte
Das Geschlecht stammt von einem namensgebenden Stammsitz in Meiningsen, heute ein Stadtteil von Soest. Friedrich von Klocke vermutet, dass die Familie ursprünglich vielleicht altfrei war. Erstmals erscheint sie 1175. Eine ältere Linie war und blieb ausschließlich ritterschaftlich. Eine jüngere Linie trat um 1278 in das Soester Patriziat ein und spielte darin in der folgenden Zeit eine wichtige Rolle. Auch die jüngere Linie brachte wieder viele Personen mit Knappen- und Ritterwürde hervor. So erscheint Alexander von Meininghausen (urkundlich 1292–1330) zunächst unter ritterbürtigen Knappen der Soester Gegend, auch zusammen mit seinem Bruder Konrad von Meininghausen, der 1313/4 noch der Soester Bürgerschaft angehörte, dann 1324–1335 als Ritter und 1330 als Burgmann in Rüthen auftrat. Alexander selbst war drei Amtsperioden Soester Bürgermeister. Sein Sohn Dietrich von Meininghausen war derjenige Soester Patrizier, der am häufigsten die Bürgermeisterwürde innehatte. Dietrichs Sohn, Albert von Meininghausen († 1423), war ebenfalls Soester Bürgermeister. Diese hervorragende Stellung im Soester Patriziat besaß die Familie bis in die erste Hälfte des 15. Jahrhunderts. Dann erlosch um 1450 der Soester Hauptzweig mit dem Tod von Taleke von Meininghausen, Ehefrau des Arnd von Lünen genannt von dem Brocke. Ein Nebenzweig sank ins Kleinbürgertum, sogar ins Bauerntum von Meiningsen ab.

## Persönlichkeiten
- Alexander von Meininghausen, Soester Bürgermeister 1326–1328, 1330/1
- Dietrich von Meininghausen, 22-facher Soester Bürgermeister zwischen 1359 und 1395
- Albert von Meininghausen († 1423), Soester Bürgermeister 1407–1409, 1412–1414

## Wappen
Blasonierung: In Silber ein roter Halbmond, mit den Spitzen nach rechts. Auf dem Helm mit rot-silbernen Helmdecken ein offener Flug mit zwei roten Balken belegt, davor zwei rotgekleidete Arme, die Hände zusammengelegt.